# Taylorsville (Kentucky)
Taylorsville è un comune degli Stati Uniti d'America, situato nello Stato del Kentucky, nella contea di Spencer, della quale è il capoluogo.